# Eugenia Grandet

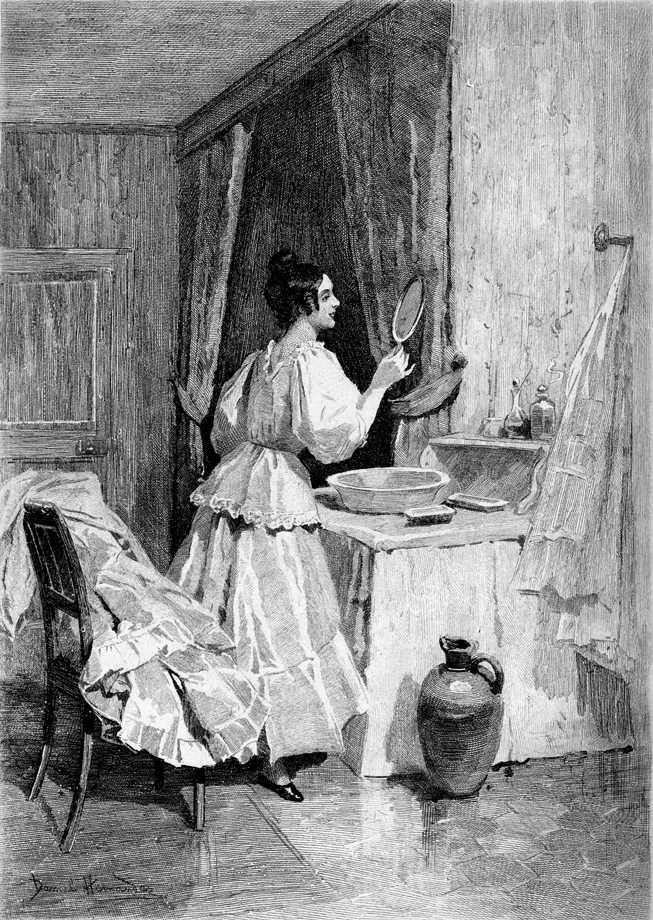
Eugenia Grandet

Eugenia Grandet (Eugénie Grandet) es una novela de Honoré de Balzac publicada por primera vez en el semanario L'Europe littéraire (Europa literaria) en septiembre de 1833, primer año de la revista. El título de esta primera edición era Eugénie Grandet, histoire de province. 
Se publicó ya en forma de libro en 1834, en la casa editorial de Madame Charles-Béchet; más tarde, en 1839, en la editorial de Gervais Charpentier, con una dedicatoria a la que había sido amante de Balzac: Maria du Fresnay. En la edición Furne, de 1843, la novela formaba parte de la serie La comedia humana, en el primer volumen de Scènes de la vie de province; y, dentro de él, se situaba entre las novelas Ursule Mirouët y Pierrette.
La novela presenta la mentalidad de la época de la restauración.
Fiódor Dostoyevski tradujo la obra al ruso en 1843.

## Resumen
Félix Grandet, tonelero retirado y exalcalde de Saumur, amasó una fortuna valiéndose de su sentido de los negocios, de la inestabilidad de la época que le tocó vivir en su juventud, y de herencias recibidas de su madre y suegros. Dotado de una enorme avaricia, hace creer a su mujer, hija y sirvienta que no son una familia de posición desahogada, y viven todos juntos en una casa cochambrosa cuya reforma siempre retrasa, al tiempo que se dedica a amasar aún más fortuna. 
Muchos varones del lugar, que intuyen la fortuna del señor Grandet, ven en su hija el mejor partido, y dos notables pretenden emparentar con la familia por medio de la muchacha: uno es el señor Des Grassins, banquero de Félix, que quiere casarla con su hijo Adolphe; el otro es el señor Cruchot, abogado de Félix, que quiere casarla con su sobrino Cruchot des Bonfons. La familia del banquero y la del abogado visitan con asiduidad a los Grandet, y Félix las enfrenta para sacar provecho de ello. Eugénie permanece ajena a todos estos tejemanejes.     
Un día de 1819, se presenta al atardecer en casa de los Grandet el hijo de Guillaume, hermano de Félix. El joven Charles, que ha sido enviado a casa de Félix por un padre que es un rico negociante de París en bancarrota que planea suicidarse, entrega a su tío una carta confidencial. En ella, Guillaume pone al corriente de su situación a su hermano Félix. 
Charles es un tarambana que mantiene una relación sentimental con una mujer casada, y ha venido a casa de su tío, aunque mandando por el padre, pensando en abrirse camino. Al poco de su llegada, se publica en los periódicos la noticia de la bancarrota y el suicidio del padre. Félix considera a Charles una carga, y tiene la intención de enviarlo a ultramar. Por su parte, Charles encuentra consuelo en el trato con su prima Eugénie, y se enamora de ella al igual que ella de él. La muchacha da parte de su dinero al primo para que le sirva de ayuda.     
Félix intentará sacar provecho de la desgracia de su hermano, y le dice a Cruchot des Bonfons que liquidará ese negocio para salvar la bancarrota y el honor de la familia. Cruchot des Bonfons se ofrece a ir a París para llevar a cabo las gestiones si corre con los gastos Félix. En mitad de la conversación, aparece el banquero Des Grassins y, enterado del asunto, se presta a encargarse de ello por su cuenta sin que tenga que hacer desembolso Félix, que acepta.
Hechas la gestiones, los acreedores recuperan un 46%. Ignorando las demandas hechas para que pague el resto, Félix saca provecho de él.
Charles, de vuelta de uno de sus viajes, confía un bargueño con fotos de sus padres a Eugénie: para ella, el mueble será un objeto sagrado.
Más adelante, Félix monta en cólera al enterarse de que Eugénie ha entregado a Charles parte de su peculio en monedas de oro. Al saberlo, cae enferma la esposa de Félix, y éste resuelve que su hija permanezca encerrada en su cuarto a pan y agua. 
Con el tiempo, Félix se entera de que Eugénie será quien herede la mitad del patrimonio de la enferma, así que hace las paces con su hija y accede al casamiento de Charles con ella. Pero, tras la muerte de la esposa, persuade a su hija de que renuncie a la herencia materna y se la deje a él. Más tarde, Félix fallecerá contemplando el dinero que posee. 
En 1827, ya muertos Félix y su esposa, Charles vuelve de otro de sus viajes y escribe a Eugénie y le cuenta que ya no la ama. Para medrar en política, va a casarse con una joven de familia aristocrática venida a menos; Charles envía además un talón en pago por el dinero que le dio en su día Eugénie, más ni se preocupa de saldar las cuentas de su padre. Eugénie, desolada por la noticia y por enterarse de que ya llevaba Charles un mes en el país cuando hizo expedir la carta y el talón, le manda el bargueño que guarda las fotos familiares.
Eugénie toma entonces la decisión de casarse con Cruchot des Bonfons, y así se lo hace saber a éste, pero le impone dos condiciones: la primera es que ella permanecerá virgen, y la segunda es que él habrá de ir a París a satisfacer en nombre de ella las deudas de Guillaume Grandet.
Así lo hace Cruchot des Bonfons, y Charles, al conocerse ambos, se da cuenta de que Eugénie es poseedora de una gran fortuna, circunstancia que no advirtió cuando vio la casa en la que habitaba su prima y en la que tan poco tiempo pasó él.
Cruchot des Bonfons desposa a Eugénie con la esperanza de hacerse muy rico. Muere joven, no obstante, y es Eugénie quien acrecienta su fortuna al sumarle todo lo que hereda de él. Sintiéndose a pesar de ello muy desgraciada, le dice a la sirviente Nanon que ella es la única que la quiere, y vive en la misma penuria que la acompañó toda la vida, aunque sin la obsesión que tenía su padre por el vil metal. Se dedica a las obras de caridad, y queda en el aire al final de la historia un posible casamiento con el marqués de Froidfond.

## Adaptaciones
- Anexo:Adaptaciones de la novela "Eugenia Grandet"